# Mohamed Tarabulsi
Mohamed Kheir Tarabulsi (arabiska: محمد خير طرابلسي), född 26 september 1950 i Beirut i Libanon, död 21 augusti 2002, var en libanesisk tyngdlyftare. Vid olympiska sommarspelen 1972 i München vann han en silvermedalj. Tarabulsi vann också ett guld och ett silver vid Asiatiska spelen 1978 respektive 1982. Han satte fyra världsrekord under sin karriär, samtliga i ryck.